# Види дерев Ірану
13 % території Ірану вкрито лісами. Ліси зосереджені переважно на півночі та північному заході країни.
До списку занесено 94 види дерев, що поширені на території Ірану. Список може бути неповним і потребує доповнення.
| №  | Українська назва     | Біномінальна назва виду | Родина                        | Зображення |
| -- | -------------------- | ----------------------- | ----------------------------- | ---------- |
| 1  | Фісташка справжня    | Pistacia vera           | Сумахові (Anacardiaceae)      |            |
| 2  | Саксаул зайсанський  | Haloxylon ammodendron   | Амарантові (Amaranthaceae)    |            |
| 3  | Саксаул білий        | Haloxylon persicum      | Амарантові (Amaranthaceae)    |            |
| 4  | Падуб звичайний      | Ilex aquifolium         | Падубові (Aquifoliaceae)      |            |
| 5  | Фінік їстівний       | Phoenix dactylifera     | Пальмові (Arecaceae)          |            |
| 6  |                      | Betula medwediewii      | Березові (Betulaceae)         |            |
| 7  | Береза повисла       | Betula pendula          | Березові (Betulaceae)         |            |
| 8  | Вільха чорна         | Alnus glutinosa         | Березові (Betulaceae)         |            |
| 9  | Вільха сіра          | Alnus incana            | Березові (Betulaceae)         |            |
| 10 | Вільха серцелиста    | Alnus subcordata        | Березові (Betulaceae)         |            |
| 11 | Граб звичайний       | Carpinus betulus        | Березові (Betulaceae)         |            |
| 12 | Граб східний         | Carpinus orientalis     | Березові (Betulaceae)         |            |
| 13 | Ліщина турецька      | Corylus colurna         | Березові (Betulaceae)         |            |
| 14 |                      | Ostrya carpinifolia     | Березові (Betulaceae)         |            |
| 15 | Самшит вічнозелений  | Buxus sempervirens      | Самшитові (Buxaceae)          |            |
| 16 | Каркас кавказький    | Celtis caucasica        | Коноплеві (Cannabaceae)       |            |
| 17 | Каркас південний     | Celtis australis        | Коноплеві (Cannabaceae)       |            |
| 18 | Кипарис вічнозелений | Cupressus sempervirens  | Кипарисові (Cupressaceae)     |            |
| 19 | Ялівець звичайний    | Juniperus communis      | Кипарисові (Cupressaceae)     |            |
| 20 | Ялівець високий      | Juniperus excelsa       | Кипарисові (Cupressaceae)     |            |
| 21 | Ялівець смердючий    | Juniperus foetidissima  | Кипарисові (Cupressaceae)     |            |
| 22 | Ялівець колючий      | Juniperus oxycedrus     | Кипарисові (Cupressaceae)     |            |
| 23 | Ялівець козацький    | Juniperus sabina        | Кипарисові (Cupressaceae)     |            |
| 24 | Біота східна         | Platycladus orientalis  | Кипарисові (Cupressaceae)     |            |
| 25 | Хурма кавказька      | Diospyros lotus         | Ебенові (Ebenaceae)           |            |
| 26 | Альбіція іранська    | Albizia julibrissin     | Бобові (Fabaceae)             |            |
| 27 | Церцис європейський  | Cercis siliquastrum     | Бобові (Fabaceae)             |            |
| 28 | Гледичія каспійська  | Gleditsia caspica       | Бобові (Fabaceae)             |            |
| 29 | Каштан їстівний      | Castanea sativa         | Букові (Fagaceae)             |            |
| 30 | Бук східний          | Fagus orientalis        | Букові (Fagaceae)             |            |
| 31 | Дуб алеппський       | Quercus infectoria      | Букові (Fagaceae)             |            |
| 32 | Дуб каліпринський    | Quercus calliprinos     | Букові (Fagaceae)             |            |
| 33 | Дуб каштанолистий    | Quercus castaneifólia   | Букові (Fagaceae)             |            |
| 34 | Дуб великопиляковий  | Quercus macranthera     | Букові (Fagaceae)             |            |
| 35 | Дуб скельний         | Quercus petraea         | Букові (Fagaceae)             |            |
| 36 | Дуб понтійський      | Quercus pontica         | Букові (Fagaceae)             |            |
| 37 | Дуб черешчатий       | Quercus robur           | Букові (Fagaceae)             |            |
| 38 | Паротія перська      | Parrotia persica        | Гамамелісові (Hamamelidaceae) |            |
| 39 | Горіх волоський      | Parrotia persica        | Горіхові (Juglandaceae)       |            |
| 40 |                      | Pterocarya fraxinifolia | Горіхові (Juglandaceae)       |            |
| 41 | Лавр благородний     | Laurus nobilis          | Лаврові (Lauraceae)           |            |
| 42 | Липа широколиста     | Tilia platyphyllos      | Мальвові (Malvaceae)          |            |
| 43 | Липа повстиста       | Tilia tomentosa         | Мальвові (Malvaceae)          |            |
| 44 | Інжир                | Ficus carica            | Шовковицеві (Moraceae)        |            |
| 45 | Шовковиця біла       | Morus alba              | Шовковицеві (Moraceae)        |            |
| 46 | Шовковиця чорна      | Morus nígra             | Шовковицеві (Moraceae)        |            |
| 47 | Ясен вузьколистий    | Fraxinus angustifolia   | Маслинові (Oleaceae)          |            |
| 48 | Ясен звичайний       | Fraxinus excelsior      | Маслинові (Oleaceae)          |            |
| 49 | Ясен білоцвітий      | Fraxinus ornus          | Маслинові (Oleaceae)          |            |
| 50 | Маслина європейська  | Olea europaea           | Маслинові (Oleaceae)          |            |
| 51 | Сосна турецька       | Pinus brutia            | Соснові (Pinaceae)            |            |
| 52 | Ялина східна         | Picea orientalis        | Соснові (Pinaceae)            |            |
| 53 | Платан східний       | Platanus orientalis     | Платанові (Platanaceae)       |            |
| 54 | Гранат звичайний     | Punica granatum         | Гранатові (Punicaceae)        |            |
| 55 | Держидерево звичайне | Paliurus spina-christi  | Жостерові (Rhamnaceae)        |            |
| 56 | Жостера Палласа      | Rhamnus pallasii        | Жостерові (Rhamnaceae)        |            |
| 57 |                      | Crataegus laciniata     | Розові (Rosaceae)             |            |
| 58 | Глід пижмолистий     | Crataegus tanacetifolia | Розові (Rosaceae)             |            |
| 59 | Айва                 | Cydonia oblonga         | Розові (Rosaceae)             |            |
| 60 | Яблуня               | Malus domestica         | Розові (Rosaceae)             |            |
| 61 | Чишкун звичайний     | Mespilus germanica      | Розові (Rosaceae)             |            |
| 62 | Абрикоса             | Prunus armeniaca        | Розові (Rosaceae)             |            |
| 63 | Алича                | Prunus cerasifera       | Розові (Rosaceae)             |            |
| 64 | Вишня звичайна       | Prunus cerasus          | Розові (Rosaceae)             |            |
| 65 | Мигдаль              | Prunus dulcis           | Розові (Rosaceae)             |            |
| 66 | Лавровишня           | Prunus laurocerasus     | Розові (Rosaceae)             |            |
| 67 | Персик               | Prunus persica          | Розові (Rosaceae)             |            |
| 68 | Терен                | Prunus spinosa          | Розові (Rosaceae)             |            |
| 69 | Груша звичайна       | Pyrus communis          | Розові (Rosaceae)             |            |
| 70 | Горобина звичайна    | Sorbus aucuparia        | Розові (Rosaceae)             |            |
| 71 | Берека               | Sorbus torminalis       | Розові (Rosaceae)             |            |
| 72 | Померанець           | Citrus aurantium        | Рутові (Rutaceae)             |            |
| 73 | Помело               | Citrus maxima           | Рутові (Rutaceae)             |            |
| 74 | Цитрон               | Citrus medica           | Рутові (Rutaceae)             |            |
| 75 | Тополя біла          | Populus alba            | Вербові (Salicaceae)          |            |
| 76 | Тополя єфратська     | Populus euphratica      | Вербові (Salicaceae)          |            |
| 77 | Тополя чорна         | Populus nigra           | Вербові (Salicaceae)          |            |
| 78 |                      | Salix acmophylla        | Вербові (Salicaceae)          |            |
| 79 | Верба єгипетська     | Salix aegyptiaca        | Вербові (Salicaceae)          |            |
| 80 | Верба біла           | Salix alba              | Вербові (Salicaceae)          |            |
| 81 | Верба плакуча        | Salix babylonica        | Вербові (Salicaceae)          |            |
| 82 |                      | Salix daphnoides        | Вербові (Salicaceae)          |            |
| 83 | Верба прутовидна     | Salix viminalis         | Вербові (Salicaceae)          |            |
| 84 | Клен польовий        | Acer campestre          | Сапіндові (Сапіндові)         |            |
| 85 | Клен колхидський     | Acer cappadocicum       | Сапіндові (Сапіндові)         |            |
| 86 | Клен балканський     | Acer hyrcanum           | Сапіндові (Сапіндові)         |            |
| 87 | Клен татарський      | Acer tataricum          | Сапіндові (Сапіндові)         |            |
| 88 | Клен грецький        | Acer heldreichii        | Сапіндові (Сапіндові)         |            |
| 89 | Клен перський        | Acer velutinum          | Сапіндові (Сапіндові)         |            |
| 90 | Тис ягідний          | Taxus baccata           | Тисові (Taxacae)              |            |
| 91 | Берест               | Ulmus minor             | Ільмові (Ulmaceae)            |            |
| 92 | В'яз шорсткий        | Ulmus glabra            | Ільмові (Ulmaceae)            |            |
| 93 | Дзельква кавказька   | Zelkova carpinifolia    | Ільмові (Ulmaceae)            |            |
| 94 | Виноград справжній   | Vitis vinifera          | Виноградові (Vitáceae)        |            |